# Tropidtamba
Tropidtamba là một chi bướm đêm thuộc họ Erebidae.

## Các loài
- Tropidtamba lepraota Hampson, 1898